# Viviana Gómez Echeverry
Viviana Gómez Echeverry (Cali, 1981) es una directora de cine, guionista y directora de fotografía colombiana, reconocida por haber dirigido la película de 2017 Keyla y por su participación en otras producciones cinematográficas como Empeliculados, Pa ¡Por mis hijos lo que sea! y La eterna noche de las doce lunas.

## Primeros años y estudios
Gómez Echeverry nació en la ciudad de Cali en 1981. Mientras cursaba el bachillerato realizó su primer cortometraje, Caminando entre besos. Más tarde estudió Comunicación Social en la Universidad Javeriana de Bogotá, donde también se ha desempeñado como docente.

## Carrera
Luego de realizar otros estudios en Colombia y en España, empezó a desempeñarse como directora de fotografía, vinculándose en proyectos cinematográficos como La eterna noche de las doce lunas (2013),  Neonato (2014), Pa ¡Por mis hijos lo que sea! (2015) y A través de la pantalla (2015).
Trópico exótico, cortometraje dirigido y escrito por Gómez en 2012, obtuvo una gran cantidad de reconocimientos y participó en importantes eventos relacionados con el cine. En 2015 compartió el premio Lithuanian Star en el Festival de Cine de Vilnius con los directores Andreas Dalsgaard y Nicolás Nørgaard Staffolani por el documental Life is Sacred, el cual codirigió.
En 2017 dirigió su primer largometraje de ficción, Keyla, rodado en la isla de Providencia. La película se estrenó en el Festival de Cine de Cartagena, en la sección Cines del Caribe, y fue exhibido en otros eventos como el Festival de Cine Colombiano en Nueva York, el Festival de Cine de Varsovia y el Festival de Cine de Róterdam.

## Filmografía destacada

### Como directora
- Trópico exótico (2011)
- Life is sacred (2015)
- Keyla (2017)
- Caminos de fuego y agua (2019)[7]

### Como directora de fotografía
- La eterna noche de las doce lunas (2013)
- Pa ¡Por mis hijos lo que sea! (2015)
- Empeliculados (2017)
- La despedida de Juan y Juan (2019)